# Via del Ceneri
La Via del Ceneri è un itinerario escursionistico del Canton Ticino, che unisce il Passo del Monte Ceneri con Bellinzona. Ripercorre parte dell’antica Via Francesca  ed è un segmento della storica Via Gottardo .

## Storia
Un tempo chiamato Via Francesca, l’itinerario che da Bellinzona saliva verso il Passo del Monte Ceneri, era percorso in epoca medievale da mercanti che si recavano verso i mercati lombardi, da pellegrini e da eserciti (nel 1174 vi passarono le truppe dell’imperatore Federico Barabarossa) e nel 1577 vide il passaggio del cardinale Carlo Borromeo, allora arcivescovo di Milano, in visita pastorale nelle valli della Svizzera italiana. Nel 1799 fu l’esercito russo comandato dal generale Suwarof a passare dal Monte Ceneri. 
Nei secoli si registrarono diversi episodi di brigantaggio nei boschi della Via del Ceneri. L’ultimo avvenne nella notte tra il 12 e il 13 ottobre del 1864, quando la banda di Costantino Genotti, leventinese conosciuto come ladro di bestiame, assalì la diligenza federale. Uno degli occupanti rimase ucciso. Genotti fu poi catturato e condannato a morte e infine graziato. 
Nel 1804 il Gran Consiglio votò la creazione di una carrozzabile da Lugano a Bellinzona e anche il tratto dell’attuale Via del Ceneri fu interessato dalla nuova infrastruttura. A partire dal 1835 e fin verso la fine del XIX fu attivo un regolare servizio di diligenza con cavalli  , poi superato dall’entrata in servizio della Ferrovia del San Gottardo. La creazione della strada cantonale per il traffico automobilistico prima e la creazione dell’Autostrada A2, nel corso del Novecento videro la via Francesca trasformata in un sentiero per raggiungere il villaggio di Robasacco attraverso le selve castanili.
Sul finire degli anni Dieci del Duemila, in vista della realizzazione del nuovo tunnel di base del Monte Ceneri, il Comune di Cadenazzo si è fatto capofila di un progetto di sistemazione e valorizzazione storica, didattica e turistica del tracciato, dando vita al progetto Le Terre del Ceneri con i Comuni di Monteceneri e Gambarogno.

## Descrizione
L’itinerario può essere percorso sia dal passo del Monte Ceneri verso Bellinzona, sia dal piano verso il passo. L’itinerario ha una lunghezza di 17,8 chilometri e ha tratti in asfalto e altri su sterrato o sentiero. Attraversa gli abitanti di Camorino, di Cadenazzo, Robasacco e le locali selve castanili. Passa a fianco del mulino e pesta del Precassino e della storica stazione di Radio Monte Ceneri.
Lungo l’itinerario sono presenti pannelli didattico-informativi che ricostruiscono la storia dei luoghi e quella dei mezzi di trasporto.
Da segnalare tra i punti d’interesse anche il bosco dei sensi, area attrezzata nei pressi di Robasacco, il roccolo del Monte Ceneri e le pietre montonate risalenti a miliardi di anni fa.
Punto di partenza o di arrivo dell’itinerario è Piazza Ticino, progettata dall’architetto Christian Rivola dell’atelier ribo+. Sorge al passo del Monte Ceneri e con il suo totem Ticino, realizzato con le diverse tipologie di rocce presenti nel sottosuolo ticinese, vuole rappresentare il simbolo della montagna che unisce. Fu infatti il politico svizzero Stefano Franscini a ipotizzare nell’Ottocento, al fine di superare le divisioni tra le diverse città ticinesi, di creare una nuova città sul Monte Ceneri e di farne la capitale del Cantone, chiamandola Concordia   .
La piazza è anche una delle postazioni del Grand Tour of Switzerland.
Da Piazza Ticino parte inoltre la via storica del Montecenerino che conduce a Quartino.

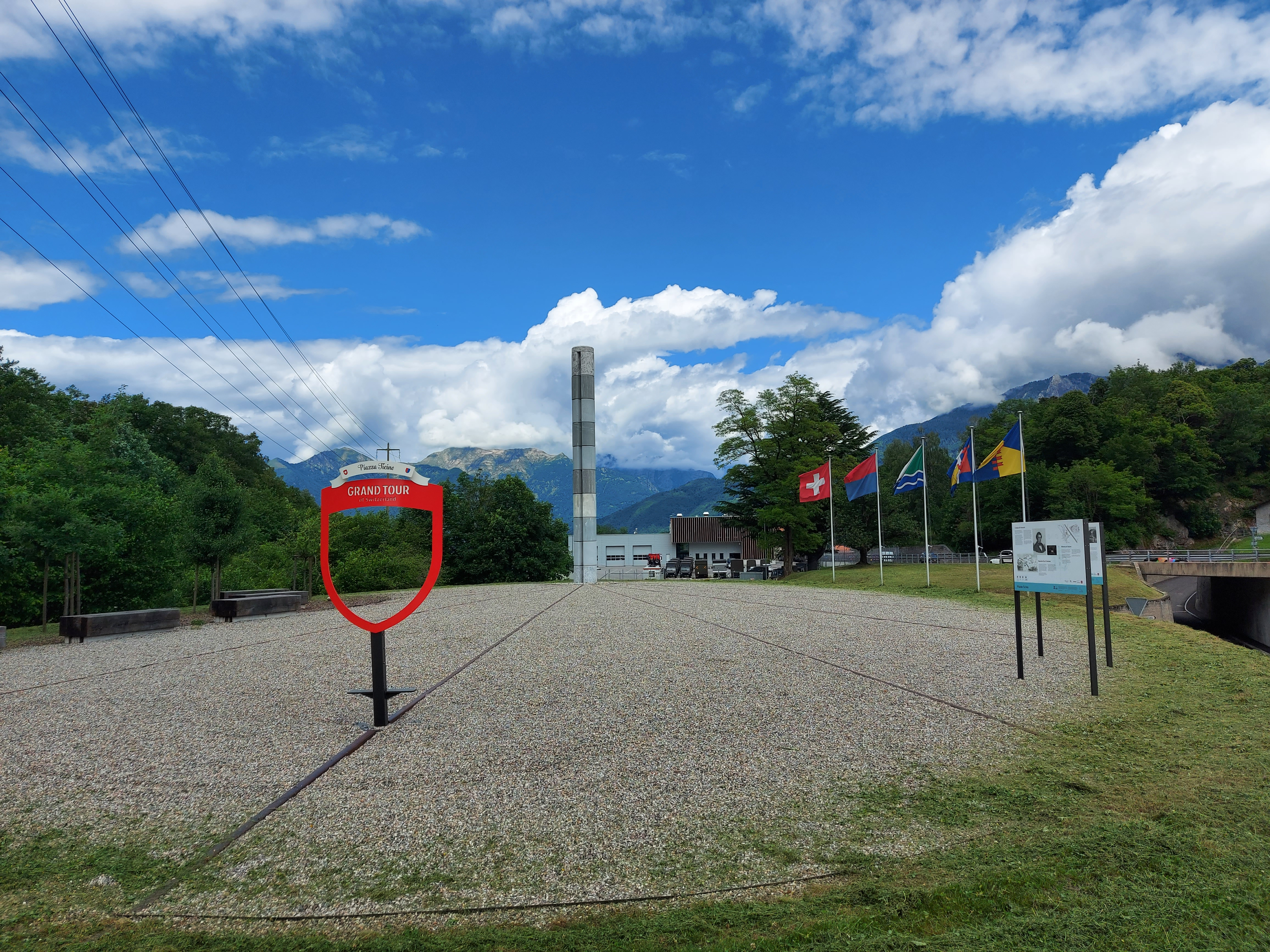
Piazza Ticino, Monte ceneri

## Punti di interesse lungo il percorso
| Posizione | Punto d'interesse                                 | Luogo        |
| --------- | ------------------------------------------------- | ------------ |
| 1         | Piazza Ticino                                     | Monte Ceneri |
| 2         | Museo della radio e Pietre Montonate              | Monte Ceneri |
| 3         | Roccolo                                           | Monte Ceneri |
| 4         | Selve castanili di Robasacco                      | Robasacco    |
| 5         | Via dei briganti                                  | Monte Ceneri |
| 6         | Chiesa di San Leonardo                            | Robasacco    |
| 7         | Cappella della Madonna di Lourdes                 | Robasacco    |
| 8         | Galleria del racconto per viandanti contemporanei | Robasacco    |
| 9         | Mulino e pesta del Precassino                     | Cadenazzo    |
| 10        | Cassinelli                                        | Cadenazzo    |
| 11        | Cadenazzo                                         | Cadenazzo    |
| 12        | Chiesa di San Martino                             | Cadenazzo    |
| 13        | Fortini della fame                                | Camorino     |
| 14        | Museo civico Villa dei Cedri                      | Bellinzona   |
| 15        | Chiesa di San Biagio (Bellinzona)                 | Bellinzona   |
| 16        | Piazza Indipendenza                               | Bellinzona   |
| 17        | Piazza Nosetto                                    | Bellinzona   |
| 18        | Chiesa collegiata dei Santi Pietro e Stefano      | Bellinzona   |
| 19        | Castelgrande (castello)                           | Bellinzona   |